# Give It to Me
«Give It to Me» — песня, записанная Тимбалэндом, в которой участвовали Нелли Фуртадо и Джастин Тимберлейк, для второго сольного альбома Тимбалэнда Shock Value (2007). Она была выпущена в качестве первого сингла из альбома в 2007 году. По данным Media Traffic это одиннадцатый сингл в списке самых успешных синглов 2007 года. Песня была номинирована на «Грэмми» за «Лучшее совместное вокальное поп-исполнение» в 2008 году.
С песней был связан небольшой скандал. В своём куплете Тимбалэнд упоминал Скотта Сторча — продюсера, с которым он вместе работал над песней Джастина Тимберлейка «Cry Me a River». Получив награду за эту песню, Тимберлейк поблагодарил Тимбалэнда, но не обмолвился о Скотте. Скотт обиделся за это, и начал обвинять Тимбо в том, что он ворует чужие труды, деньги, и эксплуатирует труды людей. В ответ на это заявление Тимбо ответил ему куплетом из этой песни:
```
When timbo is in the party everybody put up their hands 
I get a half a mill for my beats... you get a couple grand 
Never gonna see the day that I ain’t got the upper hand 
I’m respected from californ.i.a. way down to japan 
I’m a real producer and you just the piano man 
Your songs don't top the charts, I heard em, I’m not a fan 
Niggas talkin’ greasy, I’m the one that gave them their chance 
Somebody need to tell ‘em they can’t do it like I can.
```

(перевод:)
```
Когда Тимбо зажигает, сотни рук взмывают в воздух.
За свои треки я получаю пол-лимона, а ты – всего лишь пару тысяч.
Уверен, что не настанет тот день, когда померкнет моя слава.
В Калифорнии или в Японии – мне всюду выказывают уважуху.
Я реальный продюсер, а ты всего лишь пианист.
Твои песни не попадут в топы чартов, я слышал их, и не фанатею от них.
Негры несут ахинею. Именно я дал им шанс,
Поэтому теперь кто-то должен им сказать, что им далеко до меня.
```

Однако вскоре Тимбо решил помириться со Скоттом, что ему и удалось. Он извинился перед ним за всё, и они помирились.

## Чарты
| Чарт (2007)                  | Высшая позиция |
| ---------------------------- | -------------- |
| Australian Singles Chart     | 16             |
| Austria Top 75 Singles       | 3              |
| Belgium Singles Top 50       | 4              |
| Bulgarian National Top 40    | 1              |
| Brazil Hot 100 Singles       | 4              |
| Canadian Hot 100             | 1              |
| Chile Top 100 Dance Club Mix | 6              |
| Czech IFPI Chart             | 4              |
| Denmark Airplay Chart        | 2              |
| Dutch Top 40                 | 7              |
| European Singles Chart       | 2              |
| Indonesian Single Top        | 5              |
| Ireland Singles Chart        | 2              |
| Israel Singles Chart         | 2              |
| Italy Singles Chart          | 8              |
| Finland Top 20 Singles       | 6              |
| France Singles Chart         | 7              |
| Germany Single Chart         | 3              |
| Latvia Airplay Chart         | 1              |
| New Zealand Singles Chart    | 2              |
| Norway Singles Chart         | 4              |
| Polish National Top 50       | 1              |
| Portugal Singles Chart       | 3              |
| Russian Airplay Chart        | 5              |
| South Africa                 | 1              |
| Sweden Singles Chart         | 21             |
| Switzerland Singles Chart    | 6              |
| Turkish Top 20 Chart         | 3              |
| UK Singles Chart             | 1              |
| Мировой чарт                 | 3              |
| Billboard Hot 100            | 1              |
| Billboard Pop 100            | 1              |

### Позиции в конце года
| Чарт (2007)          | Позиция |
| -------------------- | ------- |
| Россия (Love Radio)  | 3       |
| Россия (Европа Плюс) | 7       |